# 武里村 (埼玉県)
武里村（たけさとむら）は、埼玉県の中東部、南埼玉郡に属していた村。

## 地理
- 河川：大落古利根川、新方川、会之堀川、備後川、安之堀川、谷原落、中之堀川、武徳川
- 旧武里村の地域は春日部市備後（びんご）東、備後西、薄谷（すすきや）、武里中野、一ノ割（一部）、大場、大畑、大枝、増田新田の地域。

## 歴史
- 1889年（明治22年）4月1日 - 町村制施行により、備後村、一ノ割村、薄谷村、中野村、大場村、大畑村、大枝村、増田新田が合併し南埼玉郡武里村が成立する。村役場を大字備後（現、備後西）に設置[1]。
  - 村名は「武蔵野の里」に由来している[1]。
- 1899年（明治32年）12月20日 -  地内に東武鉄道伊勢崎線が建設され、武里駅が開業する。
- 1954年（昭和29年）7月1日 - 南埼玉郡春日部町、豊春村、北葛飾郡幸松村、豊野村と合併し春日部市となる。武里村は春日部市の地区名となる[1]。

## 備考
明治22年以前の地名（小字）は以下のとおり
- 東谷原新田、西谷原新田（袋前、八木崎、二十四町、竪沼、長縄、長割、大沼、中通、於茂連、下耕地）
- 一ノ割村（出土耕地、上川耕地、島野谷耕地、下川耕地、島耕地、諏訪耕地、上根耕地、油子耕地、中根耕地、下根耕地、砂田耕地、立野耕地、下沖耕地、中沖耕地、上沖耕地、谷原耕地）[2]
- 薄谷村（中道耕地、久仏、谷原耕地、土手外耕地、木揚場耕地）
- 中野村（根耕地、北耕地、南耕地、丑之発耕地、新田耕地、五丁歩耕地、谷中耕地、谷原耕地、長島耕地）
- 増田新田（東耕地、南耕地、北耕地、西耕地）
- 大場村（裏耕地、前野耕地、前耕地、下谷中耕地、長島耕地、沼端耕地、上谷中耕地、中谷中耕地）
- 大畑村（横割耕地、杉の口耕地、前耕地、砂間耕地、東下田耕地、西下田耕地、西巳の起耕地、東巳の起耕地）
- 大枝村（屋敷前耕地、池之端耕地、井堀内耕地、井堀外耕地、千間堀向耕地）
- 備後村（田島耕地、正善耕地、立野耕地、宮田耕地、一の縄耕地、須賀耕地、大道東耕地、堤外耕地、谷原耕地）

## 交通

### 鉄道
- 東武鉄道
  - 伊勢崎線：武里駅 - 一ノ割駅

## 出身・ゆかりのある人物
- 峯島茂兵衛（旧姓・瀬尾、東京の大地主、質商、尾張屋信託社長、尾張屋銀行頭取）